# Tawaif (1985)
Tawaif (Hindi: तवायफ़, Tavāyaf; übersetzt: Prostituierte) ist ein Bollywoodfilm von Baldev Raj Chopra aus dem Jahr 1985. Er entstand nach Alim Masroors Geschichte Bahut Der Ker Di.

## Handlung
Dawood ist ein junger Mann, der aus einfachen Verhältnissen stammt. Er verdient seinen Lebensunterhalt als Bibliothekar. Eines Tages auf dem Weg zur Arbeit, findet Dawood ein Script. Sofort übergibt er dies der rechtmäßigen Besitzerin Kaynat Mirza, die sehr dankbar ist. Schon beim ersten Anblick verguckt sich Dawood in die schöne Autorin und hilft ihr, das Script zu veröffentlichen, das das Leben einer Prostituierten beinhaltet.
Dawood bekommt den Auftrag, das Script zu lesen und es zu bewerten. Abends beginnt er die ersten Zeilen zu lesen, als es heftig an der Tür klopft. Ein gewisser Rahim Sheikh ist auf der Flucht und zwingt Dawood, seine Begleitung, die Prostituierte Sultana, über Nacht hier zu lassen.
Am nächsten Tag erfahren sie, dass Rahim festgenommen wurde. Nun hat er Sultana am Hals und weiß nicht weiter. Die Lage verschlimmert sich, als Dawoods Aufziehmutter Aminabai Sultana erblickt und glaubt, diese sei Dawoods erhoffte Ehefrau. Ohne auf eine Erklärung zu warten, verbreitet sie die Neuigkeit in der ganzen Nachbarschaft. Es dauert nicht lange, und bald wissen auch Dawoods Kollegen über Sultana Bescheid. Alle schließen Sultana ins Herz, nur Dawood ist verzweifelt.
Für Kaynat scheint privat und beruflich alles gut zu laufen. Einerseits ist sie mit Dawood glücklich, andererseits genießt sie den Erfolg ihres Buches. Doch irgendwann kommt ihr zu Ohren, dass Dawood bereits verheiratet ist. Sultana will nicht schuld an einem Unglück sein und zeigt Kaynat ihr wahres Gesicht. Da sie Dawood genug Sorgen bereitet hat, zieht sie aus seinem Haus aus und will als selbstbewusste Frau ein neues Leben in Freiheit beginnen. Doch leider kommt sie nicht weit. Rahim kommt ihr in die Schliche und steckt sie zurück in ein Bordell. Kaynat ist Augenzeuge, als Sultana entführt wird, und folgt ihr.
Währenddessen liest Dawood Sultanas Abschiedsbrief und merkt dabei, wie sehr sie ihm fehlt. Anschließend berichtet Kaynat über die Geschehnisse. Ohne zu zögern, will Dawood sie aus den Nöten helfen, kann jedoch gegen Rahims Kompanen nichts ausrichten. Plötzlich öffnet sich die Tür, und Dawoods Nachbarschaft und Arbeitskollegen kommen ihm und Sultana zur Hilfe, obwohl sie über Sultanas Prostitution Bescheid wissen. Rahim wird von der Polizei verhaftet, und Dawoods und Sultanas Hochzeit steht nun nichts mehr im Wege.

## Musik
| Lied                      | Sänger                       |
| ------------------------- | ---------------------------- |
| Joban Anmol Balma         | Asha Bhosle                  |
| Mera Shohar               | Asha Bhosle, Mahendra Kapoor |
| Aaj Ki Shyam, Aap Ke Naam | Asha Bhosle                  |
| Tere Pyar Ki Tamanna      | Mahendra Kapoor              |
| Bahut Der Se              | Asha Bhosle                  |
| Aai Khudai                | Mahendra Kapoor              |

## Auszeichnungen
Filmfare Award 1986
- Filmfare Award/Bester Dialog an Rahi Masoom Reza
- Filmfare Award/Beste Story an Alim Masroor

Nominierungen
- Filmfare Award/Bester Hauptdarsteller an Rishi Kapoor
- Filmfare Award/Beste Hauptdarstellerin an Rati Agnihotri
- Filmfare Award/Bester Film an R. C. Kumar
- Filmfare Award/Beste Nebendarstellerin an Sushma Seth
- Filmfare Award/Bester Liedtext an Hasan Kamal für den Song Bahut Dar Se